# Mignonette (radio)

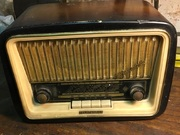
Il Modello R151, anche chiamato Mignonette MF, fu il primo della serie Mignonette ad essere dotato di una sintonia a doppia banda (per Onde corte ed Onde medie) con modulazione di frequenza e con una tensione 220 V.

La serie di radio Mignonette dell'azienda francofortese Telefunken fu una delle longeve produzioni di radioriceventi compatte precedenti all'avvento del transistor. Questa serie di modelli partì nel 1951 col modello Mignonette A, che riprese in toto l'estetica della precedente produzione Mignon, immessa nel mercato appena dopo la guerra, sino ad arrivare agli anni Sessanta, in cui tale produzione fu trasformata nelle componenti circuitali grazie al transistor e con cui si chiuse la serie stessa. L'ultima Mignonette fu per l'appunto il modello con circuito a semiconduttore R532, chiamato Mignonette '66.

## Storia e struttura delle RadioMignonette
Il primo modello Mignonette Telefunken fu prodotto nel 1951 per il mercato italiano, questo fece parte di un grande filone di prodotti Telefunken ideati appositamente per essere snelli, sobri, compatti e funzionali. La precedente serie Mignon, chiusa nello stesso anno, aveva componenti circuitali di fattura anteguerra, con valvole termoioniche in ceramica, di conseguenza obsolescenti ed inadeguate. L'impresa radiocostruttrice decise allora di riutilizzare la struttura contenente della Mignon, cambiando completamente il sistema dei circuiti e rinnovando la tecnologia delle valvole termoioniche. Grazie alla compatta e leggera struttura, la radio ebbe una sufficiente diffusione nelle case d'Italia, costituendo uno dei primi oggetti di consumo dell'elettrodomestica del periodo ai bordi del Miracolo economico italiano. Sommariamente, la struttura e composizione elettrica delle Radio serie Mignonette era di un involucro largo trenta o venti centimetri, profondo dai tredici ai venti centimetri, alto dai sedici ai diciotto centimetri, di un sistema circuitale composto da una grande mole di resistenze, fusibili e connettori riposti nella cassa in ferro, dalle quattro alle sei valvole termoioniche (incluso il diodo rivelatore), tre manopole (una per il volume, una per la sintonia ed una per il posizionamento dell'antenna). Invariate nell'estetica furono le successive versioni Mignonette B, Mignonette B serie Giubileo versione I, II, Mignonette C e Mignonette Baby serie Giubileo. Difatti l'Azienda tedesca modificò soltanto manopole, sistema circuitale e valvole, correggendo la scala parlante od economizzando la struttura valvolare. Quando nella metà degli anni Cinquanta fu introdotta la modulazione di frequenza la Telefunken progettò un nuovo modello, la radio R151, dotata di una nuova forma, più squadrata, con sole due manopole, una per il volume, un'altra per la sintonia, quattro tasti (Onde Medie, F 25, F 50 e Modulazione di Frequenza), un occhio magico, una struttura ricettiva radio FM con valvola Philips.